# Ромат, Евгений Викторович
Евге́ний Ви́кторович Ро́мат (род. 7 августа, 1959, Харьков) — украинский учёный-экономист, общественный деятель, специалист в области маркетинга и рекламы. Доктор наук государственного управления (2004), академик Академии экономических наук Украины, профессор Киевского национального торгово-экономического университета. С 2020 года по настоящее время — профессор Киевского национального университета имени Тараса Шевченко. Председатель общественной профессиональной организации — Союза рекламистов Украины (с 2007 года), главный редактор журналов «Маркетинг и реклама», «Маркетинговые исследования в Украине», «Логистика: проблемы и решения», автор ряда книг по проблематике рекламной деятельности, организатор всеукраинских рекламных фестивалей.

## Биография

### Первые годы
Евгений Ромат родился 7 августа 1959 года в Харькове. В 1980 году с отличием окончил Харьковский институт общественного питания по специальности «экономика торговли», после чего начал трудовую деятельность на должности директора ресторана «Центральный» в городе Богодухов Харьковской области. После некоторого времени работы на должности директора ресторана и службы в армии вернулся на работу в институт научным сотрудником и преподавателем. Работал по общественной линии в комитете комсомола института.
В 1985 году поступил в аспирантуру Киевского торгово-экономического института. Через три года, в 1988 году защитил в Киеве диссертацию на соискание степени кандидата экономических наук, после чего получил назначение проректором по воспитательной работе Харьковского института общественного питания. Работал деканом специального факультета института по переподготовке кадров. С 1989 года по 2000 год работал директором Высшей школы предпринимательства Харьковского государственного университета питания и торговли.

### Начало рекламной и издательской деятельности
С начала 1990-х годов в сферу научных и практических интересов Евгения Ромата попала зарождавшаяся реклама и рекламная деятельность как новая форма хозяйственных отношений на постсоветском пространстве. В 1995 году Евгений Ромат стал автором первого на Украине учебного пособия по проблематике рекламы — «Реклама в системе маркетинга», получившего широкую популярность на территории стран СНГ, выдержавшего ряд переизданий и признанного в качестве классического учебного пособия по рекламе. В 1999 году был издан первый на Украине университетский учебник «Реклама», также выдержавший более десятка переизданий. B 2004 году 6-е издание учебника Ромата «Реклама» было признано Ассоциацией Коммуникационных Агентств России и 7-м Съездом заведующих кафедрами рекламы России лучшим учебником по рекламе в Российской Федерации, а 7-е издание книги было выпущено в серии «300 лучших учебников к 300-летию Санкт-Петербурга».
В сентябре 1996 года Евгений Ромат выступил издателем первого на Украине профессионального журнала по маркетингу, получившего название «Маркетинг и реклама». Он возглавил издательский дом «Студцентр», который специализируется на издании маркетингово-рекламной литературы и начал выпуск журналов «Маркетинговые исследования в Украине» (2004) и «Логистика: проблемы и решения» (2006), где также занял посты главного редактора.

### Научная работа в области государственного регулирования рекламы
В 2000 году Ромат поступил в докторантуру Национальной академии государственного управления при Президенте Украины, которую закончил в 2004 году, защитил первую на Украине докторскую диссертацию по проблематике рекламы и стал профессором Киевского национального торгово-экономического университета. Позже был избран членом Экспертного совета по государственному управлению ВАК Украины. С 1 декабря 2010 года по июнь 2020 г. Евгений Ромат работает заведующим кафедры маркетинга и рекламы (с 20018 г. — кафедры маркетинга) Киевского национального торгово-экономического университета. В мае 2011 года профессор Ромат получил звание академика Академии экономических наук Украины.
В 2020 г. Евгений Ромат начинает работать в Киевском национальном университете имени Тараса Шевченко на должности профессора кафедра рекламы и связей с общественностью Учебно-научного института журналистики КНУ. В 2022 г. по инициативе и под руководством Е. Ромата организована магистерская программа «Бренд-коммуникации».

### Общественная и практическая рекламная деятельность
С 1995 года Евгений Ромат входит в состав Правления Союза рекламистов Украины и на протяжении семи лет возглавлял Харьковскую областную организацию Союза. В 1995 году он вошёл в рабочую группу по написанию Закона Украины «О рекламе», который был принят в 1996 году. С 2000-х годов является активным участником и организатором рекламных выставок и многих основных рекламных мероприятий на Украине и на пространстве СНГ. В 2000 году и в 2005 году Ромат входил в состав Совета по проблемам рекламы при Кабинете министров Украины, как учёный-практик представлял интересы рекламной отрасли в государственных органах Украины.
С 2007 года Ромат занимает пост председателя Союза рекламистов Украины.
Принимал активное участии в проведении выставок «Реклама» и «REX», является постоянным членом и председателем жюри номинаций Киевского международного фестиваля рекламы и проекта Effie Awards Ukraine. На протяжении многих лет выступал и выступает организатором многих украинских рекламных фестивалей и конференций, в частности являлся инициатором и активным соорганизатором созданного ежегодного Украинского студенческого фестиваля рекламы (УСФР), проводимого с 2004 года. В ноябре-декабре 2022 года успешно состоялся 17-й УСФР. С 2005 года по 2013 год по инициативе и активном участии Е. Ромата ежегодно организуются также региональные студенческие фестивали рекламы (Буковинский, Донецкий, Харьковский и Крымский). В 2005 году был также учрежден ежегодный Национальный фестиваль социальной рекламы (НФСР). В 2020 г. успешно проведен 12-й НФСР. Как главный редактор журнала «Маркетинговые исследования в Украине» Ромат являлся организатором международной научно-практической конференции «Маркетинговые исследования: инструменты и технологии».
В 2015—2017 годах участвовал в работе Общественного Совета Министерства информационной политики Украины. С 2017 года участвует в работе Общественного Совета при Комитете по вопросам свободы слова Верховной Рады Украины.

## Награды и достижения
- «Отличник народного образования» (1988),
- Упоминание во всеукраинской имиджевой энциклопедии «Хто є хто в Україні» (1998).
- Золотая награда Союза рекламистов Украины «За вклад в развитие отечественной рекламы» (1999),
- Премия украинского общенационального проекта «След в рекламе» (2004)[4].
- Почетная грамота Министерства образования и науки Украины (2009)[5].
- Почетная грамота Верховной Рады Украины (2016).
- Почетный знак Министерства образования и науки Украины «За научные и образовательные достижения» (2019) и др.

## Семья
Женат на Татьяне Анатольевне Пироговой, исполнительном директоре Национального фестиваля социальной рекламы, координаторе проекта Украинский студенческий фестиваль рекламы, ответственном секретаре Союза рекламистов Украины. Дочь Татьяна, юрист.

## Некоторые публикации
- Ромат Е. В. Реклама в системе маркетинга:учебное пособие. — Харьков: Студцентр НВФ, 1995. — 229 с. — ISBN 5-7763-2582-X. (недоступная ссылка)
- Ромат Е. В. Реклама. Учебник для вузов. — Харьков: Студцентр, 2000. — 480 с. — 5000 экз. — ISBN 966-7530-12-4.
- Аржанов Н. П., Пирогова Т. А. История отечественной рекламы. Галерея рекламной классики / Под редакцией проф. Ромата Е. В.. — Харьков: Студцентр, 2004. — 304 с. — (Библиотека журнала «Маркетинг и реклама»). — 800 экз. — ISBN 966-7530-33-7.
- Ромат Е. В. Реклама. — учебник для вузов. — Питер, 2008. — (512). — 4000 экз. — ISBN 978-5-388-00163-4.
- Мерчандайзинг / Под редакцией Е. В. Ромата. — Харьков: Студцентр, 2008. — 264 с. — 500 экз. — ISBN 966-7530-26-4.
- Ромат Є. В. Державне управління рекламною діяльністю в Україні (теоретико- методологічний аспект): дис… доктора наук з держ. управління: 25.00.02 / Національна академія держ. управління при Президентові України. — К., 2004.
- Ромат Є. В. Основи зв’язків з громадськістю : Навч. посіб. для студ. вищих навчальниих закладів / Є.В. Ромат, І.О. Бучацька, Т. В. Дубовик. — К. : Київ. нац. торг.- екон. ун-т, 2014. — 243 с.
- Ромат Є.В. Маркетинг у публічному управлінні: Монографія / Є. В. Ромат, Ю. В. Гаврилечко. — К.: КНТЕУ, 2018. с. 276.
- Ромат Є. В. Маркетингові комунікації у сучасному мінливому середовищі: монографія / [Ромат Є.В., J. W. Wiktor, K. Sanak-Kosmowska, Багорка М. О. та ін.]; за заг. ред. В. Ф. Іванова та Є. В. Ромата. Київ : Студцентр, 2022. 212 с.
- Ромат Є. В. Маркетингові комунікації: підручник / Євгеній Ромат. Київ: ННІЖ КНУТШ / Студцентр, 2022. 354 с.